# Mount Rushmore
Národní památník Mount Rushmore (oficiální název Mount Rushmore National Memorial), většinou jen zkráceně Mount Rushmore (čti: Maunt Rašmór), je obrovské sousoší, které se nachází poblíž amerického města Keystone v Jižní Dakotě. Sochy byly vysekány přímo do žulového skalního masivu v letech 1927–1941 a zobrazují hlavy čtyř významných amerických prezidentů: George Washingtona (1732–1799), Thomase Jeffersona (1743–1826), Theodora Roosevelta (1858–1919) a Abrahama Lincolna (1809–1865). Čtyři prezidenti byli vybráni tak, aby reprezentovali zrod, růst, rozvoj a zachování národa. Památník se rozkládá na ploše 5,17 km² a vlastní hora má nadmořskou výšku 1745 m.
Za původce myšlenky vytesat do hor v Black Hills v Jižní Dakotě podobizny známých osobností s cílem podpořit turistický ruch v regionu je považován jihodakotský historik Doane Robinson. Jeho původní myšlenkou bylo k vybudování památníku využít žulový útvar The Needles, nacházející se v Black Hills v Jižní Dakotě. 
Hlavní autor památníku, Gutzon Borglum, však The Needles zavrhl kvůli špatné kvalitě žuly a silnému odporu Siouxů (Lakotů), kteří Black Hills považovali za posvátnou půdu. Hory byly původně zahrnuty do rezervace Velkých Siouxů, ale vláda území dále rozčlenila poté, co zde došlo k objevu ložisek zlata. Sochař a zástupci kmene se nakonec dohodli na Mount Rushmore, který má navíc tu výhodu, že je obrácen k jihovýchodu, díky čemuž je dostatečně osluněn. Robinson chtěl, aby na ní byli vyobrazeni hrdinové amerického Západu, například Lewis a Clark, průvodkyně jejich výpravy Sacagawea, náčelník Oglalských Lakotů Rudý oblak, Buffalo Bill a náčelník Oglalských Lakotů Splašený kůň. Borglum se domníval, že socha by měla mít širší význam, a vybral tedy čtyři prezidenty.
Peter Norbeck, americký senátor za Jižní Dakotu, projekt sponzoroval a zajistil financování na federální úrovni. Stavba byla zahájena v roce 1927; tváře prezidentů byly dokončeny v letech 1934 až 1939. Po smrti Gutzona Borgluma v březnu 1941 převzal vedení projektu jeho syn Lincoln. Každý prezident měl být původně vyobrazen od hlavy až k pasu, ale nedostatek finančních prostředků si vynutil ukončení stavby 31. října 1941 a památník se tak dochoval de facto v nedokončeném stavu. Mount Rushmore, někdy označovaný jako „svatyně demokracie“, přiláká ročně více než dva miliony návštěvníků.

## Historie
Mount Rushmore vznikl s úmyslem vytvořit místo, které by lákalo turisty a které by „představovalo nejen divokou velikost místní geografie, ale také vítězství západní civilizace nad touto geografií prostřednictvím antropomorfního zobrazení“. Ačkoli pro tehdejší poslední obyvatele země, Lakotské Siouxy, stejně jako pro další kmeny, se památník podle jejich názoru „stal ztělesněním ztráty jejich posvátné země a nespravedlnosti, kterou utrpěli pod vládou USA“. Podle smlouvy z roku 1868 vláda USA přislíbila Siouxům území včetně celých Black Hills, „dokud se na nich budou bizoni prohánět v takovém množství, které ospravedlní jejich pronásledování“. Po objevení zlata na tomto území se do oblasti v 70. letech 19. století stěhovali američtí osadníci. Federální vláda poté donutila Siouxy, aby se vzdali části rezervace Black Hills.

### Jméno, návrh a financování
Mount Rushmore byla lakotským Siouxům známá jako „Šest dědů“ (lakotsky Tȟuŋkášila Šákpe) nebo „Puma“ (Igmútȟaŋka Pahá); američtí osadníci ji však nazývali různě: Puma, Cukrová homole, Jateční hora a Keystonské útesy. Jako Šest dědů se hora nacházela na trase, kterou podnikl lakotský vůdce Černý los na své duchovní cestě, jež vyvrcholila na Black Elk Peaku. Po sérii vojenských tažení v letech 1876 až 1878 si Spojené státy nad oblastí nárokovaly kontrolu, která je dodnes sporná na základě smlouvy z Fort Laramie z roku 1868. Počínaje průzkumnou výpravou v roce 1885 s Davidem Swanzeyem (manželem Carrie Ingallsové) a Billem Challisem začal bohatý investor Charles E. Rushmore pravidelně navštěvovat oblast na průzkumných a loveckých výpravách. Opakovaně žertoval se svými kolegy, že horu pojmenuje po sobě. Rada Spojených států pro zeměpisná jména oficiálně uznala název „Mount Rushmore“ v červnu 1930.
Historik Doane Robinson přišel s myšlenkou Mount Rushmore v roce 1923, aby podpořil turistický ruch v Jižní Dakotě. V roce 1924 Robinson přesvědčil sochaře Gutzona Borgluma, aby odcestoval do oblasti Black Hills a zajistil realizaci sochařských prací. Původní plán počítal s vytesáním do žulových sloupů známých jako The Needles (Jehly). Borglum si však uvědomil, že erodované Jehly jsou příliš tenké na to, aby rozsáhlé sochařské práce vydržely. Vybral si proto honosnější místo, Mount Rushmore, mimo jiné proto, že je obráceno na jihovýchod a je maximálně vystaveno slunci. Borglum při pohledu na Mount Rushmore řekl: „Amerika bude pochodovat podél tohoto panoramatu“. Podílel se i na sochařských pracích na památníku věnovanému vůdcům Konfederace ve Stone Mountain v Georgii, ale s tamními představiteli se nepohodl. Po dlouhých jednáních, kterých se účastnila delegace Kongresu a prezident Calvin Coolidge, získal projekt 3. března 1925 souhlas Kongresu.

### Stavební práce
Mezi 4. říjnem 1927 a 31. říjnem 1941 Gutzon Borglum a 400 dělníků vytesali kolosální 18 m vysoké sochy prezidentů Spojených států George Washingtona, Thomase Jeffersona, Theodora Roosevelta a Abrahama Lincolna, které představují prvních 150 let americké historie. Tyto prezidenty vybral Borglum kvůli jejich roli při zachování republiky a rozšiřování jejího území. Při vyřezávání Mount Rushmore byl použit dynamit a následoval proces „honeycombing“, při kterém dělníci vrtají otvory blízko sebe, aby bylo možné ručně vyjmout malé kousky. Celkem bylo ze svahu hory odstřeleno asi 410 000 tun horniny. Obraz Thomase Jeffersona se měl původně objevit v oblasti po Washingtonově pravici, ale poté, co zde byly zahájeny práce, se ukázalo, že skála je nevhodná, takže práce na Jeffersonově postavě byly dynamizovány a nová postava byla vytesána po Washingtonově levici.
Hlavním sochařem byl Luigi Del Bianco, řemeslník a kameník z Port Chesteru ve státě New York. Del Bianco emigroval do USA z italského Friuli a pro práci na tomto projektu byl vybrán díky svému porozumění sochařskému jazyku a schopnosti vtisknout vyřezávaným portrétům emoce.
V roce 1933 převzala Správa národních parků Mount Rushmore pod svou pravomoc a došlo k vylepšení celkové infrastruktury památníků. Došlo k vylepšení elektrické dráhy, která se pak mohla dostat až na vrchol Mount Rushmore a usnadnila tak práci dělníkům. Do 4. července 1934 byla dokončení tvář Washingtonova. Tvář Thomase Jeffersona byla dokončena v roce 1936 a tvář Abrahama Lincolna byla pak 17. září 1937. V roce 1937 byl v Kongresu předložen návrh zákona na doplnění hlavy vůdkyně občanských práv Susan B. Anthonyové, ale k návrhu zákona o rozpočtových prostředcích byl přijat dodatek, podle kterého měly být federální prostředky použity pouze na dokončení těch hlav, které již byly v té době zahájeny. V roce 1939 byly dokončeny sochařské práce na podobizně Theodora Roosevelta.
Sochařský ateliér – expozice unikátních sádrových modelů a nástrojů souvisejících s tvorbou soch – byl vybudován v roce 1939 pod Borglumovým vedením. Borglum zemřel v březnu 1941 na embolii. V projektu pokračoval jeho syn Lincoln Borglum. Původně se plánovalo, že postavy budou vyřezány od hlavy až k pasu, ale nedostatek finančních prostředků si vynutil ukončení sochařských prací. Borglum plánoval také masivní panel, který by ale 240 cm vysokým pozlaceným písmem připomínal významné události a místa jako koupi Louisiany, Deklaraci nezávislosti, americkou ústavu a sedm dalších územních akvizic od koupě Aljašky po zónu Panamského průplavu. Celý projekt stál celkem 989 992,32 USD (v přepočtu 17,4 milionu Kč v roce 2020). Nick Clifford, poslední žijící pracovník, zemřel v listopadu 2019 ve věku 98 let.

## Provoz po otevření

### Cestovní ruch
Cestovní ruch je druhým největším průmyslovým odvětvím Jižní Dakoty a Mount Rushmore je největší turistickou atrakcí tohoto státu. V roce 2012 park navštívilo 2 185 447 lidí. V 50. a 60. letech 20. století byl místní lakotský siouxský stařešina Benjamin Black Elk (syn medicinmana Black Elka, který byl přítomen bitvě u Little Bighornu) již znám jako „pátá tvář Mount Rushmore“ když denně pózoval v domorodém oděvu tisícům turistů při fotografování. Historická společnost státu Jižní Dakota uvádí, že v tomto dvacetiletém období patřil k nejfotografovanějším lidem na světě.
Původní návštěvnické centrum, dokončené v roce 1957, navrhli Harold Spitznagel a Cecil Doty. Tyto stavby byly součástí iniciativy Mission 66, která se zasazovala o zlepšení návštěvnických zázemí v národních parcích a památkách po celé zemi. Deset let rekonstrukčních prací vyvrcholilo v roce 1998 dokončením rozsáhlého návštěvnického zázemí, k němuž patřilo např. návštěvnické centrum, muzeum Lincolna Borgluma, nové chodníky či naučná, tzv. prezidentská stezka. Údržba památníku vyžaduje, aby horolezci každoročně monitorovali a utěsňovali praskliny v kameni. Kvůli rozpočtovým omezením se památník přestal pravidelně očišťovat od nánosu lišejníků. Dne 8. července 2005 proto provedla německá firma Alfred Kärcher, výrobce tlakových mycích a parních čisticích strojů, několik týdnů trvající bezplatné čištění za použití tlakové vody o teplotě přes 93 °C. Dne 15. října 1966 byla hora Mount Rushmore zapsána do Národního registru historických míst. Esej o 500 slovech podávající historii Spojených států od studenta z Nebrasky Williama Andrewa Burketta, byla v roce 1934 vybrána jako vítěz skupiny vysokoškoláků a tato esej byla v roce 1973 umístěna na bronzové desce na Entablatuře. V roce 1991 prezident George H. W. Bush tuto esej památníku Mount Rushmore oficiálně věnoval.

### Údržba
Na průběžnou údržbu místa dohlíží Správa národních parků. Fyzické úsilí o konzervaci památky zahrnovalo výměnu tmelu, kterým Gutzon Borglum původně zapravil vzniklé trhliny v kameni, přičemž se tento tmel ukázal být neúčinným v otázce odolnosti proti vniku vody do těchto trhlin. Součástí Borglumova tmelu byl lněný olej, žulový prach a bílé olovo, ale na základě těchto poznatků se praskliny zapravují použitím moderní silikonové náhrady, ta se posléze ještě opticky „zamaskuje“ žulovým prachem.
V roce 1998 bylo instalováno elektronické monitorovací zařízení, které sleduje pohyb v topologii sochy s přesností na tři milimetry. V roce 2009 byl památník digitálně zachycen metodou pozemního laserového 3D skenování v rámci mezinárodního projektu Skotská desítka, čímž byl získán jeho prostorový obraz s vysokým rozlišením. Tato data, která zároveň pomáhají při správě a péči o památník, byla rovněž veřejně zpřístupněna online.

### Návrhy na přidání dalších tváří
V roce 1937, kdy socha ještě nebyla dokončena, neprošel v Kongresu návrh zákona podporující doplnění památníku o postavu bojovnice za práva žen Susan B. Anthonyové. Když byla socha v roce 1941 dokončena, sochaři konstatovali, že zbývající skála není vhodná pro vytesání další postavy. S tímto postojem se v roce 1989 ztotožnila i inženýrská firma RESPEC, která byla pověřena sledováním stability skály. Návrhy dalších soch však byly podány i bez ohledu na to. Patřil mezi ně návrh na vyobrazení Johna F. Kennedyho po jeho smrti v roce 1963 a Ronald Reagan v letech 1985 a 1999 – o posledním návrhu se tehdy vedla debata v Kongresu. Barack Obama byl v roce 2008 dotázán na svůj vlastní potenciální přírůstek, na což opáčil žertem, že má na to příliš velké uši.
Podle průzkumu mezi politology, který v roce 2018 provedl deník The New York Times, je Franklin D. Roosevelt nejoblíbenější volbou pro doplnění Mount Rushmore bez ohledu na stranickou příslušnost dotazovaného. Celkem 66 % respondentů by zvolilo Roosevelta, následovaného Barackem Obamou se 7 % a Ronaldem Reaganem s 5 %. Mezi demokraty si Roosevelta vybralo 75 % respondentů, následoval Barack Obama s 11 %. Mezi republikány si Roosevelta vybralo 43 % respondentů, následoval Reagan s 19 %. Mezi nezávislými volilo Roosevelta 57 % respondentů, následoval Reagan a Dwight D. Eisenhower s 11 %.

### Síň záznamů
Borglum si původně představoval velkolepou Síň záznamů, kde by byly chráněny a turistům představovány největší americké historické dokumenty a artefakty. Podařilo se mu projekt zahájit, ale do skály se podařilo vysekat pouze 21 m, než práce v roce 1939 zastavil, aby se mohl soustředit na práce na samotných obličejích vyobrazovaných postav. Snaha o dokončení Borglumovy vize vyústila v roce 1998 alespoň ve vybudování depozitáře při ústí jeskyně, v němž bylo umístěno 16 smaltovaných panelů. Ty obsahovaly životopisné a historické informace o Mount Rushmore a také texty dokumenty, které si zde Borglum přál uchovat. Úschovna se skládá ze schránky z týkového dřeva (v níž je umístěno 16 panelů) uvnitř titanové klenby umístěné v zemi se žulovým hlavním kamenem. Texty, které se nacházejí na 16 panelech, jsou zobrazeny níže:

## Přírodní podmínky

### Ekologie
Flóra a fauna Mount Rushmore je podobná jako v ostatních částech oblasti Black Hills v Jižní Dakotě. V okolí Mount Rushmore se vyskytuje různorodé ptactvo, včetně supa krocanovitého, orla skalního, orla bělohlavého, káně rudoocasé, vlaštovek a bělokurů, kteří si příležitostně vytvářejí hnízdiště ve výklencích hory. Menší ptáci, včetně pěvců, brhlíků, datlů a tyranů, obývají okolní borové lesy. Mezi suchozemské savce patří myšice, veverka nejmenší, veverka obecná, skunk, dikobraz, mýval severní, bobr, jezevec, kojot, ovce tlustorohá, rys, los, jelen lesní, svišť žlutobřichý a bizon americký. V oblasti žije také rosnička chórová, skokan levhartí a několik druhů hadů. V Grizzly Bear Brook a Starling Basin Brook, dvou potocích nacházejících se na území památníku, žijí ryby, například jelec tloušť a pstruh obecný potoční. Kamzík bělák není v oblasti původní. Ty, které žijí v blízkosti Mount Rushmore, jsou potomky chovu, který Kanada v roce 1924 darovala Custerovu státnímu parku, ze kterého chov později utekl právě do oblasti Mount Rushmore.
V nižších polohách obklopují většinu památky jehličnaté stromy, především borovice ponderosa, které poskytují stín před sluncem. K dalším stromům patří dub pýřitý, smrk Black Hills a topolovka. V okolí Mount Rushmore roste devět druhů keřů. Vyskytuje se zde také široká škála divokých květin, mezi nimiž vynikají zejména laskavce, slunečnice a fialky. Směrem do vyšších poloh je rostlinstvo řidší. Pouze přibližně pět procent rostlinných druhů, které se v Black Hills vyskytují, je však původních. V oblasti spadne v průměru asi 460 mm srážek ročně, což je dostatečné množství pro bohatý život zvířat a rostlin. Stromy a další rostliny pomáhají regulovat povrchový odtok. Hráze, průsaky a prameny pomáhají zadržovat vodu stékající z kopce a poskytují tak živočichům napajedla. Kromě toho kameny jako pískovec a vápenec pomáhají zadržovat podzemní vodu a vytvářejí tak vodonosné vrstvy.
Šetření U.S. Geological Survey z roku 2016 zjistilo neobvykle vysoké koncentrace perchlorátů v povrchové a podzemní vodě v oblasti. Vzorek odebraný z potoka měl maximální koncentraci perchlorátu 54 mikrogramů na litr, což je zhruba 270krát více než u vzorků odebraných z míst mimo tuto oblast. Zpráva dospěla k závěru, že pravděpodobnou příčinou kontaminace byly letecké ohňostroje, které se konaly na Dni nezávislosti v letech 1998 až 2009. Správa národního parku také uvedla, že nejméně 27 lesních požárů v okolí Mount Rushmore ve stejném období (1998 až 2009) bylo způsobeno ohňostroji. Ze studie jizev po požárech přítomných ve vzorcích letokruhů stromů vyplývá, že k lesním požárům v lesích Ponderosa v okolí Mount Rushmore dochází přibližně každých 27 let. Velké požáry nejsou běžné. Většina událostí byly přízemní požáry, které slouží k odstranění lesních zbytků. Tato oblast je klimaxovým společenstvím a nedávné napadení kůrovcem les výrazně ohrožuje.
Nedaleko Mount Rushmore stojí druhá obří socha, která zpodobňuje indiánského náčelníka Splašeného koně. Navrhl ji sochař Korczak Ziolkowski na přání Siouxů, ale dílo stále není dokončeno. Socha byla objednána proto, aby připomínala velké hrdiny domorodých Indiánů, tedy jako určitou protiváhu Mount Rushmore.

### Geologie
Mount Rushmore je z velké části tvořen žulou. Památník je vytesán na severozápadním okraji žulového batolitu Black Elk Peak v Black Hills v Jižní Dakotě, takže geologické útvary v srdci oblasti Black Hills jsou patrné i na Mount Rushmore. Batholitové magma intrudovalo do již existujících slídových břidlicových hornin v průběhu proterozoika, tedy před 1,6 miliardami let. Hrubozrnné pegmatitové hráze jsou spojeny s žulovou intruzí Black Elk Peak a mají viditelně světlejší barvu, čímž se vysvětlují světlé pruhy na čelech prezidentů.
Žuly Black Hills byly vystaveny erozi během neoproterozoika, ale později byly pohřbeny pískovci a dalšími sedimenty během kambria. Zůstaly pohřbeny po celé období prvohor a znovu byly obnaženy během laramidové orogeneze asi před 70 miliony let. The Black Hills area was uplifted as an elongated geologic dome. Oblast Black Hills byla vyzdvižena jako protáhlý geologický dóm. Následná eroze zbavila žulu nadložních sedimentů a měkčích přilehlých břidlic. Některé břidlice zůstaly zachovány a lze je vidět jako tmavší materiál těsně pod sochou Washingtonu.
Nejvyšší horou v oblasti je Black Elk Peak 2207 m. Borglum si Mount Rushmore vybral jako místo z několika důvodů. Hornina hory je tvořena hladkou, jemnozrnnou žulou. Odolná žula eroduje pouze 25 mm každých 10 000 let, a byla tedy více než dostatečně pevná, aby sochu a její dlouhodobé vystavení unesla. Výška hory 1745 m n. m. ji činila vhodnou, a protože je obrácena k jihovýchodu, měli dělníci navíc po většinu dne výhodu slunečního svitu. Památník není možné doplnit o dalšího prezidenta, protože skála, která obklopuje stávající tváře, není vhodná pro další tesání, a pakliže by se prováděly další sochařské práce, mohly by tyto způsobit nestabilitu stávajících již opracovaných stěn. Oblast Mount Rushmore je podložena dobře odvodněnými alfisolovými půdami velmi štěrkovité hlinité (Mocmount) až hlinitopísčité (Buska) textury, hnědé až tmavě šedohnědé.

## Kontroverze
Smlouva z Fort Laramie (1868) přidělila Black Hills Lakotům na věčné časy, ale po Velké siouxské válce v roce 1876 Spojené státy kmeni území odebraly. Členové amerického indiánského hnutí vedli v roce 1971 okupaci památníku, pojmenovali jej „Mount Crazy Horse“ a lakotský svatý muž John Fire Lame Deer zasadil na vrchol hory modlitební hůl. Lame Deer prohlásil, že hůl tvoří symbolický rubáš nad tvářemi prezidentů, „který zůstane špinavý, dokud nebudou naplněny smlouvy týkající se Černých hor“.
Památník Šíleného koně, jehož stavba byla zahájena v roce 1940, se dodnes buduje na jiném místě Black Hills, aby připomínal indiánského vůdce jako odpověď na Mount Rushmore. Po dokončení bude větší než Mount Rushmore a má podporu lakotských náčelníků. Nadace Crazy Horse Memorial odmítla nabídky federálních fondů, ale je předmětem kontroverzí, a to i mezi indiánskými kmeny.
Rozhodnutí Nejvyššího soudu Spojených států z roku 1980 ve věci Spojené státy proti indiánskému národu Siouxů rozhodlo, že Siouxové nedostali za své pozemky v Black Hills, kam patří i Mount Rushmore, spravedlivou náhradu. Soud navrhl 102 milionů dolarů jako náhradu za ztrátu Black Hills. Tato náhrada byla v roce 2011 vyčíslena na 1,3 miliardy dolarů a v roce 2021 – s kumulovanými úroky – na téměř 2 miliardy dolarů. V roce 2020 občan národa Oglala Lakota a domorodý aktivista Nick Tilsen vysvětlil, že jeho lid nepřijme vyrovnání, „protože se nespokojíme s ničím menším než s úplným navrácením našich pozemků, jak je stanoveno ve smlouvách, které naše národy podepsaly a na kterých se dohodly“.
V roce 2004 byl správcem parku jmenován Gerard Baker, první a dosud jediný indián v této funkci. Baker prohlásil, že otevře další „cesty výkladu“ a že čtyři prezidenti jsou „jen jednou cestou a jen jedním zaměřením“. Dne 3. července 2020 demonstrovaly desítky aktivistů, když prezident Donald J. Trump pořádal u hory Rushmore předvolební shromáždění. Především šlo o to, že domorodí obyvatelé chtějí zpět svou půdu, a to v souladu s probíhajícím sporem o pozemkové nároky v Black Hills. Dvacet lidí bylo zatčeno.

## Vzpomínkové akce a počty návštěvníků
Dne 11. srpna 1952 vydala americká pošta k 25. výročí vysvěcení národního památníku Mount Rushmore pamětní třícentovou známku Mount Rushmore Memorial. Dne 2. ledna 1974 byla vydána také 26centová letecká poštovní známka s vyobrazením památníku. V roce 1991 vydala Mincovna Spojených států amerických pamětní stříbrný dolar k 50. výročí zasvěcení památníku a v roce 2006 byla socha hlavním námětem čtvrťáku státu Jižní Dakota.
| Rok               | 1941    | 1950    | 1960      | 1970      | 1980      | 1990      | 2000      | 2010      | 2020      |
| Počet návštěvníků | 393 000 | 740 499 | 1 067 000 | 1 965 700 | 1 284 888 | 1 671 673 | 1 868 876 | 2 331 237 | 2 074 986 |